# Anbetung

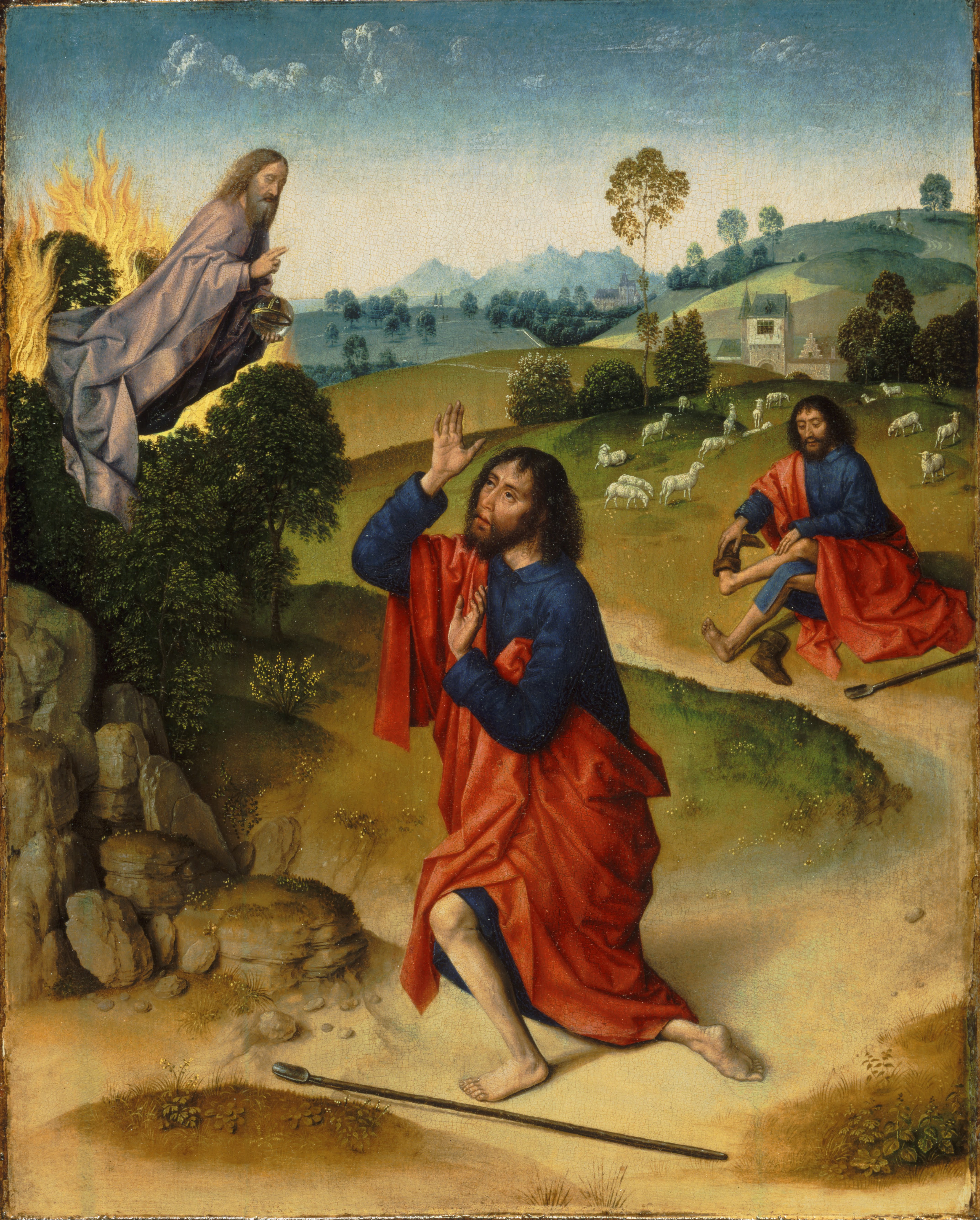
Mose und der brennende Dornbusch, Dieric Bouts d. Ä. zugeschrieben (um 1465–1470)

Anbetung (lateinisch adoratio) bedeutet die betende Verehrung eines Gottes. Als Gottesverehrung (lat. devotio, auch Theolatrie) äußert sie sich im Gottesdienst (cultus). Oft sind mit der Anbetung besondere Gesten verbunden, z. B. Niederknien, bestimmte Arm- und Handhaltungen, die Blickrichtung nach oben, oder besondere Ausdrucksformen wie im Singen von Anbetungsliedern.

## Animismus und Polytheismus
Das konkrete Denken der Völker seit den Urgesellschaften band in animistischen und polytheistischen Vorstellungen die Anbetung oft an geheiligte Orte (Bäume, Quellen, Tempel, Gräber) oder Gegenstände (Amulette, Götterbilder), was sich als Brauchtum auch in monotheistischen Religionen fortgesetzt hat. Darstellungen der Adoration finden sich z. B. auf Felsritzungen der Bronzezeit oder Runensteinen (Krogstastenen).

## Monotheismus
Das Judentum, Ausgangsreligion der abrahamitischen Religionen, kennt Anbetung im Sinne des Gebetes zu dem einen, unsichtbaren Gott, der transzendent der Welt der Vielheit und der Dinge gegenübersteht. In einigen Psalmen wird deutlich, dass Anbetung mit Gesang und Instrumenten als Teil jüdischen Lebens verbunden sein kann.
Im Judentum gilt:
- Kein anderer Gott soll angebetet werden:

Für dich gibt es keinen andern Gott. Du sollst keinen fremden Gott anbeten. Ps 81,10 
- Götzenbilder und das Werk der Hände sollen nicht angebetet werden:

Ich vernichte deine Götterbilder und deine geweihten Steinmale und du wirst dich nicht mehr niederwerfen vor dem Werk deiner Hände. Mi 5,12 
Christen beten Gott in der Regel als den dreieinigen Gott an, Gott Vater, Sohn und Heiliger Geist. Die in der Offenbarung des Johannes an Jesus Christus gerichteten Gebete klingen ähnlich wie die an Gott gerichteten (Offb 4,11 , Offb 5,12 ).
In der katholischen und der orthodoxen Theologie wird die Anbetung oder Latrie bzw. latreia, die nur dem dreifaltigen Gott zusteht, strikt von der Verehrung oder Dulia unterschieden, die auch Heiligen und Ikonen gewidmet werden darf. Eine besondere Form der Anbetung in der römisch-katholischen Kirche ist die eucharistische Anbetung.
Der Tauhīd des Islams erklärt Gott (arabisch: Allah) als den Einen, neben dem es keine anderen Götter gibt und der weder gezeugt noch geschaffen wurde.

## In der bildenden Kunst

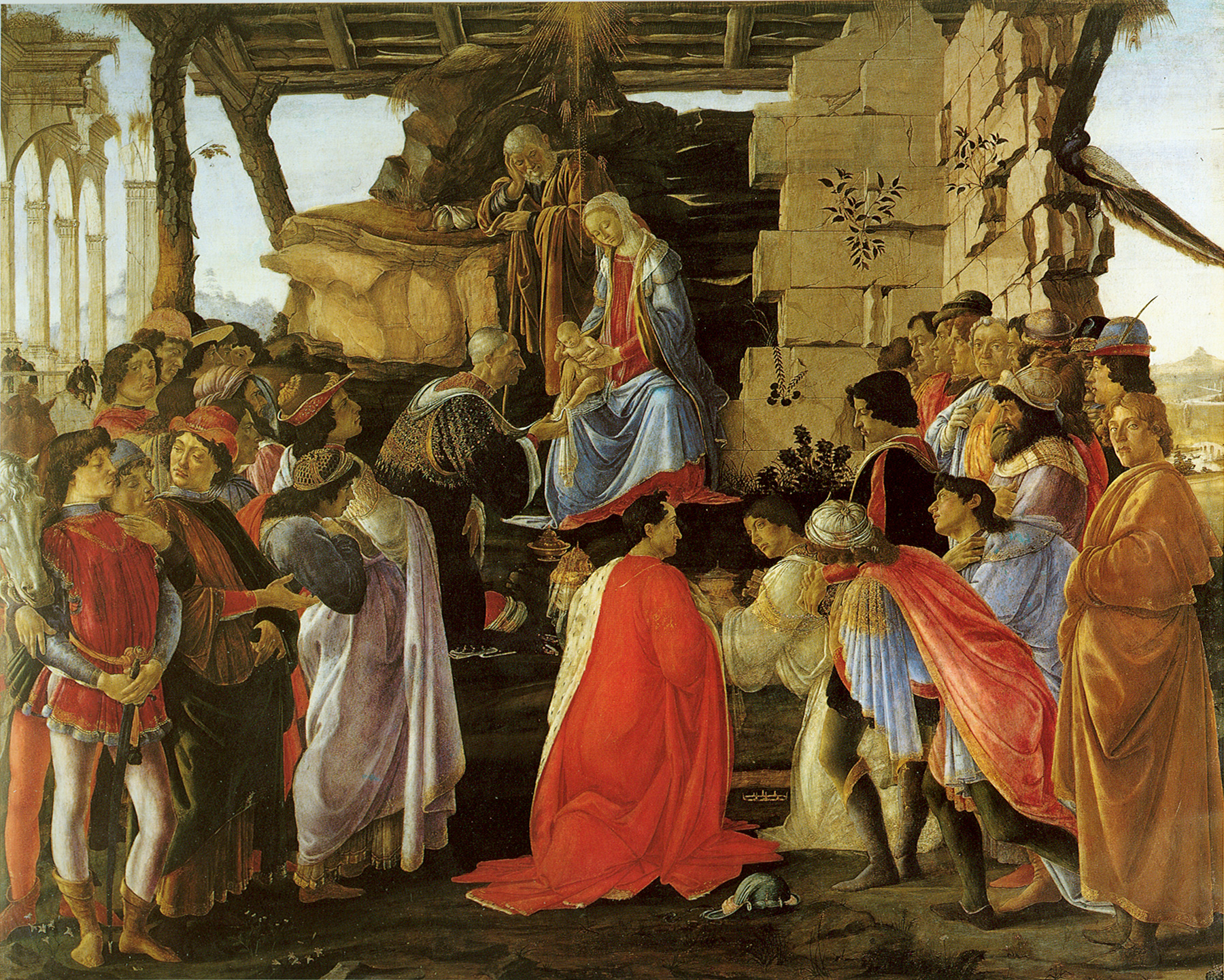
Alessandro Botticelli: Anbetung der Könige, 1475, Tempera auf Holz. Das Jesuskind wird von den Heiligen drei Königen angebetet.

Traditionelle Motive der christlichen Ikonographie sind die Anbetung des Jesuskindes durch die Heiligen Drei Könige, die Anbetung durch die Hirten sowie die Anbetung bei der Kreuzigung Christi. Im Zusammenhang mit dem apokryphen Jakobusevangelium gehört zu diesen Motiven auch der hl. Joachim, der Gott ein Opfer darbringt.
Der Tanz um das Goldene Kalb stellt hingegen die Anbetung eines Götzen dar.